# 曼努埃爾·安東尼奧
曼努埃爾·安東尼奧（1988年11月3日—）是一名安哥拉田徑運動員，曾代表國家參加2012年倫敦奧運的田徑男子800米比賽，並未獲得獎牌。

## 外部連結
- 曼努埃爾·安東尼奧在的頁面